# Pitlochry
Pitlochry (Baile Chloichridh or Baile Chloichrigh en Gaèlic) és un burgh situat al costat de la llera del riu Tummel, al comtat de Perthshire, Escòcia. Forma part de la regió de Perth i Kinross i el 2018 tenia 2.970 habitants.
És en gran part una ciutat victoriana, que es va convertir en un complex turístic després que la reina Victòria i el príncep Albert visitessin la zona el 1842 i compressin una finca a les terres altes de Balmoral, i de l'arribada del ferrocarril el 1863. Avui en dia segueix sent una destinació turística popular i se'l coneix particularment pel Pitlochry Festival Theatre, el pas de peix i com a centre per de rutes de senderisme, ja que l'envolten muntanyes com el Ben Vrackie i el Schiehallion.
La ciutat ha conservat nombrosos edificis victorians de pedra i el carrer principal té una inusual marquesina de ferro colat en un dels seus costats.

## Història
El Pitlochry d'avui en dia és en gran part d'època victoriana, tot i que les zones conegudes com a Moulin i Port-na-craig són força més antigues. Registres històrics assenyalen que Moulin Kirk va ser concedida pel comte d'Atholl a l'abadia de Dunfermline el 1180 i Moulin es va convertir en un burgh de la baronia el 1511. Port-na-craig va ser el lloc original del transbordador del riu Tummel que va funcionar fins que es va construir la passarel·la suspesa el 1913. Moulin acollia l'escola parroquial a la qual assistí Alexander MacKenzie (1822-1892) el segon primer ministre del Canadà. Aquesta escola "Blairmount" funciona ara com un lloc de vacances de luxe.
El 1842, la reina Victòria va visitar Perthshire en una de les seves grans gires i la seva opinió favorable sobre la zona va afavorir la ciutat. Després de la construcció de l'estació de ferrocarril el 1863, Pitlochry es va convertir en una destinació turística.
Robert Louis Stevenson es va allotjar a l'hotel Fishers el juny de 1881 amb la seva dona Fanny i la seva mare. El grup es va traslladar a Kinnaird Cottage a prop de Moulin, on Stevenson va treballar en les seves obres Thrawn Janet (1881), The Merry Men (1882) i The Body Snatcher (1884).

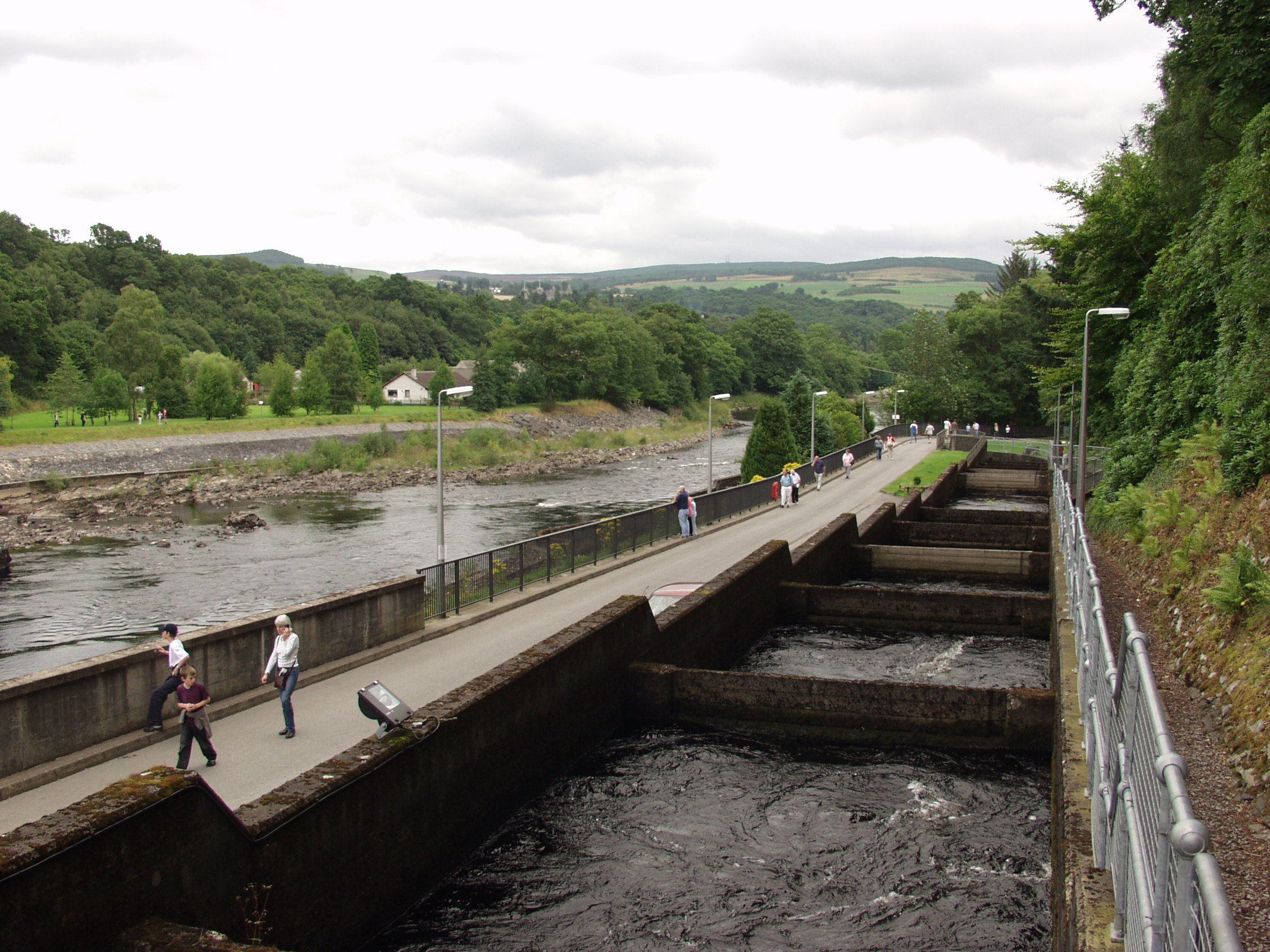
Pas de peix de Pitlochry.

El 1947 Pitlochry es va convertir en un burgh. Aquell any també es van iniciar les obres de la construcció d'una presa com a part del pla d'energia hidroelèctrica del Tummel. La presa i el seu pas de peix constitueixen avui un atractiu turístic popular. La presa va crear un llac artificial, l'anomenat Loch Faskally, que va inundar una àmplia zona al nord de la ciutat, incloent l'antic Recreation Park que es va haver de traslladar a la seva posició actual.
A partir dels anys seixanta, Sir Robert Watson-Watt, inventor del radar, i la seva dona, Dame Katherine Jane Trefusis Forbes, directora de les Forces Aèries Femenines Auxiliars de la Segona Guerra Mundial, van instal·lar-se a la seva casa d'estiu, "The Observatory", a Pitlochry. Ambdós estan enterrats al pati de l'Església Episcopal de la Santíssima Trinitat a Pitlochry.

Pitlochry Festival Theatre.

El Pitlochry Festival Theatre va ser fundat per John Stewart el 1951, originalment situat en una carpa al recinte de la casa Knockendarroch, a Lower Oakfield. La carpa es va fer semipermanent i s'hi va estar durant 30 anys, fins que l'actual edifici de Port-na-craig es va obrir el 1981.

## Personalitats relacionades
- Melanie Klein (1882-1960), psicoanalista i teòrica del psicoanàlisi, s'hi va estar alguns anys al començament de la Segona Guerra Mundial.

## Ciutats agermanades
- Confolents
- Glen Innes, Nova Gal·les del Sud